# Миколайфельдська волость
Миколайфельдська волость (Миколайпільська) — історична адміністративно-територіальна одиниця Катеринославського повіту Катеринославської губернії.
Станом на 1886 рік складалася з 8 поселень, об'єднаних в 6 сільських громад. Населення — 1379 осіб (709 осіб чоловічої статі та 670 — жіночої), 188 дворових господарств.
|                  | Площа, десятин | У тому числі орної, дес. |
| ---------------- | -------------- | ------------------------ |
| Сільських громад | 12853          | 7171                     |
| Приватних осіб   | —              | —                        |
| Іншої власності  | —              | —                        |
| Загалом          | 12853          | 7171                     |

Поселення волості станом на 1886 рік:
- Миколайфельд (нім. Nikolaifeld, також: №1, тепер: Миколай-Поле) — німецька колонія при балці Широка в 47 верстах від повітового міста, 199 осіб, 33 двори, молитовний будинок, школа, колісний завод;
- Францфельд (нім. Franzfeld, також: №2, Варварівка, тепер: у складі Миколай-Поле) — німецька колонія при балці Широка, 193 осіб, 33 двори, молитовний будинок, школа, лавка;
- Адельсгейм (нім. Adelsheim, також: №3, тепер: Долинівка) — німецька колонія при балці Гракова, 226 осіб, 38 дворів, молитовний будинок, школа;
- Ейхенфельд (нім. Eichenfeld, також: №4, Дубівка, тепер: у складі Новопетрівка) — німецька колонія при балці Крилівська, 217 осіб, 38 дворів, молитовний будинок, школа, лавка, столярна майстерня;
- Гохфельд (нім. Hochfeld, також: №5, тепер: Морозівка) — німецька колонія при балці Широка, 107 осіб, 28 дворів, молитовний будинок, школа;
- Петерсдорф (нім. Petersdorf, також: Надеждівка, тепер: не існує, неподалік Червоний Яр) — німецький хутір при балці Вільна, 60 осіб, 18 дворів, молитовний будинок, школа, цегельня;
- Паульсгейм (нім. Paulsheim, також: Павлівка, тепер: не існує, неподалік Івангород) — німецький хутір;
- Райнфельд (нім. Reinfeld, також: Оленівка, тепер: у складі Яворницьке) — німецький хутір.